# Noel Black
Noel Black (* 30. Juni 1937 in San Francisco, Vereinigte Staaten; † 5. Juli 2014 in Santa Barbara, Kalifornien, Vereinigte Staaten) war ein US-amerikanischer Filmregisseur.

## Leben und Wirken
Black belegte an der UCLA ein Filmstudium und schloss dies 1959 mit einem Bachelor of Arts und 1964 mit einem Magister Artium ab. In dieser Zeit wirkte Black 1961 bei zwei Filmen – Hinter feindlichen Linien und Frühreife Generation – als Produktionsassistent. Einer von Blacks Studienkommilitonen war Francis Ford Coppola. Noch im Jahr seines Abschlusses (1964) realisierte Black seinen ersten Kurzfilm, dem im darauf folgenden Jahr ein weiterer Kurzfilm namens Skaterdater folgte. Erzählt wurde hier im überschwänglichen Ton die beschwerliche Romanze eines kalifornischen Skateboard-Fahrers zu einem Fahrrad-Mädchen. Der Film, der ganz ohne Dialog auskam, wurde 1966 für einen Oscar nominiert und gewann bei den Filmfestspielen in Cannes die Goldene Palme als Bester Kurzfilm.
Daraufhin trat 1967 das Major-Studio 20th Century Fox an Black heran und bot ihm eine Regie für einen abendfüllenden Kinofilm an. Sein erster gemeinsam mit Marshall Backlar produzierter Film war der Thriller
Der Engel mit der Mörderhand mit Anthony Perkins als verurteilter Brandstifter auf Freigang und Tuesday Weld als harmlos erscheinende, blonde Psychopathin. Der Film floppte. Nachdem er bei der Uraufführung 1968 von der Filmkritik regelrecht niedergemacht worden war, entstand allmählich eine Gegenbewegung, und der Thriller entwickelte sich in Fankreisen schließlich zum „Kulthit“, wie 2014 die New York Times in einem Nachruf über Black schrieb. „Eigentlich“, so erklärte sich Black in einer Vorlesung von Studenten der Boston University, „sahen wir darin eine Geschichte mit vielen komödiantischen Elementen, eingebettet in einen ernsten Rahmen – eine Art schwarze Komödie mit existentialistischem Humor, nach dem Prototypus von Dr. Seltsam.“
Auch Blacks beide Folgeinszenierungen fürs Kino, Cover Me Babe und Jennifer on My Mind, waren große kommerzielle Misserfolge. Daraufhin musste sich Noel Black mit Fernseh-Massenware zufriedengeben. Er schrieb Drehbücher und inszenierte einzelne Folgen von Serien wie Einsatz in Manhattan, Ein Sheriff in New York, Quincy, Hawaii Fünf-Null und Twilight Zone. Zwei weitere Rückkehrversuche zur großen Leinwand Ende der 1970er Jahre, Tödliche Spiegel und Dollarrausch, blieben gleichfalls ohne Resonanz. Immerhin fand der Teeniestreifen Private School – Die Superanmacher unter den sehr jungen Kinogängern 1983 einigen Anklang, auch wenn die Kritik wieder einmal kaum ein gutes Haar an dem Film ließ. Bis 1992 blieb Noel Black weiterhin als Regisseur von gepflegter aber nicht sonderlich ambitionierter Fernsehkost – einzelne Filme wie Serienfolgen – tätig, bis er schließlich seine Karriere weitgehend beendete. Ambitioniertere Projekte konnte Noel Black bei seinen Geldgebern nicht durchsetzen.
Noel Black war zweimal verheiratet und hatte einen Sohn und eine Tochter.

## Filmografie (Auswahl)
Als Regisseur von Einzelfilmen, wenn nicht anders angegeben
- 1964: The River Boy (Kurzfilm, auch Drehbuch und Produktion)
- 1965: Skaterdater (Kurzfilm, auch Drehbuch und Produktion)
- 1967: Der Engel mit der Mörderhand (Pretty Poison) (auch Produktion)
- 1969: Cover Me Babe
- 1971: Jennifer on My Mind
- 1974: Amy Prentiss (TV-Serie)
- 1977: I’m a Fool
- 1977: Tödliche Spiegel (The World Beyond)
- 1978: Dollarrausch (A Man, a Woman and a Bank)
- 1980: The Golden Honeymoon
- 1981: Das zweite Opfer (The Other Victim)
- 1982: Die falsche Spur (Prime Suspect)
- 1982: Happy Endings
- 1982: Private School – Die Superanmacher (Private School)
- 1983: Die Football-Prinzessin (Quarterback Princess)
- 1984: Verkehrsprobleme (Mischief, nur Drehbuch und Herstellungsleitung)
- 1984: Ich war seine Frau – und wurde sein Opfer (Deadly Intentions)
- 1985: Promises to Keep
- 1986: Triumph des Herzens (A Time to Triumph)
- 1987: Kampf um Liebe (A Conspiracy of Love)
- 1988: Die Gerechten (The Town Bully)
- 1989: Dolphin Cove (TV-Serie)
- 1992: Swans Crossing
- 1996: Shakespeare’s Children (Dokumentarfilm, nur Co-Drehbuch)